# ریکاردو کازولا
ریکاردو کازولا (انگلیسی: Riccardo Cazzola؛ زادهٔ ۸ اکتبر ۱۹۸۵) بازیکن فوتبال اهل ایتالیا است.
از باشگاه‌هایی که در آن بازی کرده‌است می‌توان به باشگاه فوتبال پروجا، باشگاه فوتبال آلساندریا، البیا کالچو ۱۹۰۵، باشگاه فوتبال یو. اس. پرگولیتزه، باشگاه فوتبال لیورنو، باشگاه فوتبال آتالانتا، باشگاه فوتبال چزنا، باشگاه فوتبال یووه استابیا، و باشگاه فوتبال اتلتیکو آرتزو اشاره کرد.